# Bruno Costa (criminoso)
Bruno Miguel Castelinho Santo Costa (também conhecido como O Monstro do Barreiro) é um criminoso português. Atingiu má fama na região de Setúbal depois de ter atacado inúmeras mulheres no concelho do Barreiro.

## Biografia
Começou há vários anos a perseguir mulheres através das redes sociais, sobretudo pelo Facebook, e até pelo WhatsApp, embora até hoje não seja claro de que forma consegue obter esses contactos. Nas mensagens, afirmava pretender «apenas uma amizade», para rapidamente passar a insultos e ameaças quando as visadas não lhe respondiam da forma que pretendia. Das mensagens virtuais, a violência evoluiu para agressões físicas a mulheres que persegue ou que escolhe aleatoriamente na via pública. Isso tudo teria começado depois do pai de Bruno ter internado o filho num hospital psiquiátrico, devido a uma depressão relacionada com uma rapariga. Bruno também teria sofrido bullying e desprezo por muita gente quando menor de idade.
Num dos casos, foi mesmo filmado dentro de um supermercado a apalpar e a perseguir uma mulher, chegando a ameaça-la na presença de testemunhas e do segurança do espaço, caso que o MP do Barreiro arquivou por considerar que «não se encontrava suficientemente indiciada a prática desse facto», indicando mesmo que «dos fotogramas não se extrai de forma segura que lhe tenha tocado na zona corporal em questão», depois de Bruno Miguel se ter remetido ao silêncio durante o interrogatório judicial. Foram feitas mais de sessenta queixas, desde 2016, manifestações, petições e até formada uma Associação que reúne as vítimas e familiares, mas apesar de tudo isto, a medida mais gravosa aplicada ao ‘Monstro do Barreiro’ foram internamentos na ala psiquiátrica do Hospital do Barreiro.
Apenas 2018 a Polícia Judiciária de Setúbal recebeu a delegação da investigação do Ministério Público e deteve Bruno Costa, no entanto, quando presente a tribunal do Barreiro, uma juíza optou por soltá-lo com a proibição de voltar ao concelho e ao da Moita, onde também tinha agredido mulheres, situação que se veio a comprovar não ser cumprida por este, através de vários alertas que foram sendo feitos.
Remetido a Portalegre, à casa de uma avó em Fronteira, o instinto agressivo de Bruno Costa levou-o a atacar a idosa de 95 anos à cajadada, bem como outro familiar com deficiência mental, acabando detido e sujeito a prisão preventiva, mas o tribunal acabou por o libertar, alegando que as agressões ocorreram num quadro de consumo de álcool por parte do agressor e das vítimas.
Diagnosticado como esquizofrénico, está também obrigado a um tratamento que consiste numa injeção anti-psicótica em regime de tratamento compulsivo ambulatório.
O Diário do Distrito realizou, durante o ano de 2020/2021, uma investigação junto dos tribunais onde foram apresentadas as queixas, no caso o da Moita, Portalegre e Barreiro.
E se no caso dos dois primeiros, a informação foi disponibilizada no imediato e obtidas as devidas autorizações para a consulta dos processos, no caso do DIAP do Barreiro foi necessário recorrer à Entidade Reguladora da Comunicação Social e à Procuradoria Geral da República para obter acesso aos processos já arquivados, alegando a entidade que «embora os presentes autos não se encontrem em segredo de justiça, tendo em conta que se encontram em curso diligências probatórias atinentes à reserva da intimidade do visado, afigura-se que a consulta dos autos pode, não só prejudicar a  investigação, como contender com os direitos dos sujeitos processuais», para indeferir os pedidos realizados pela redação.
Em março de 2023, depois de ter sido agredido no Barreiro pelo menos duas vezes, foi criada uma petição para que Bruno Costa fosse condenado a prisão preventiva. Também foi alegado que Bruno atacou uma menor de idade e um rapaz confirmou à imprensa que foi também agredido por Bruno num café enquanto era filmado.